# Município de Jackson (condado de Auglaize, Ohio)
O município de Jackson (em inglês: Jackson Township) é um município localizado no condado de Auglaize no estado estadounidense de Ohio. No ano de 2010 tinha uma população de 3.649 habitantes e uma densidade populacional de 69,38 pessoas por km².

## Geografia
O município de Jackson encontra-se localizado nas coordenadas 40° 23′ 58″ N, 84° 24′ 06″ O. Segundo a Departamento do Censo dos Estados Unidos, o município tem uma superfície total de 52.59 km², da qual 52.58 km² correspondem a terra firme e (0.02%) 0.01 km² é água.

## Demografia
Segundo o censo de 2010, tinha 3.649 habitantes residindo no município de Jackson. A densidade populacional era de 69,38 hab./km². Dos 3.649 habitantes, o município de Jackson estava composto pelo 99.26% brancos, o 0.03% eram afroamericanos, o 0.05% eram amerindios, o 0.11% eram asiáticos, o 0.05% eram insulares do Pacífico, o 0.08% eram de outras raças e o 0.41% pertenciam a dois ou mais raças. Do total da população o 0.93% eram hispanos ou latinos de qualquer raça.